# イワキンバイ
イワキンバイ（岩金梅、学名：Potentilla ancistrifolia var. dickinsii）は、バラ科キジムシロ属の多年草。

## 特徴
根茎は太く肥厚し、木質化し、分枝する。茎は細く伏毛があり、高さは10-30cmになり、茎葉をつける。根出葉は葉柄があり、3-5個の小葉があって、下方につく小葉は小さいかまたは無い。小葉は硬質で、長さ2.5-5cm、幅2cm内外で、菱状卵形になり、先端はとがり基部はくさび形、縁にはとがったあらい鋸歯があり、裏面は粉白色を帯びて伏毛がある。
花期は6-7月。茎先に集散花序をつけ、黄色の径1cmの花をつける。萼は5個、狭卵形で鋭くとがり、副萼片も5個あって萼片とほぼ同形であるがやや狭い。花弁も5個あり、倒卵形で、先端がへこむ。雄蕊は多数あり、葯は黄色で卵形。花床に白い長毛が密生する。果実は卵形で平滑になる痩果で、基部に縮れた長毛がある。

## 分布と生育環境
北海道、本州、四国、九州に分布し、山地の岩の上などに生育する。

## ギャラリー
- 花
- 根出葉は5小葉からなる。
- 根茎は木質化する。